# ألين بروسارد
ألين بروسارد (بالإنجليزية: Allen Broussard) هو قاضي أمريكي، ولد في 13 أبريل 1929 في ليك تشارلز في الولايات المتحدة، وتوفي في 5 نوفمبر 1996 في أوكلاند في الولايات المتحدة.